# Mohiuddinpur
Mohiuddinpur é uma vila no distrito de Meerut, no estado indiano de Uttar Pradesh.

## Demografia
Segundo o censo de 2001, Mohiuddinpur tinha uma população de 4892 habitantes. Os indivíduos do sexo masculino constituem 55% da população e os do sexo feminino 45%. Mohiuddinpur tem uma taxa de literacia de 63%, superior à média nacional de 59.5%: a literacia no sexo masculino é de 71% e no sexo feminino é de 52%. Em Mohiuddinpur, 14% da população está abaixo dos 6 anos de idade.